# Lopende band

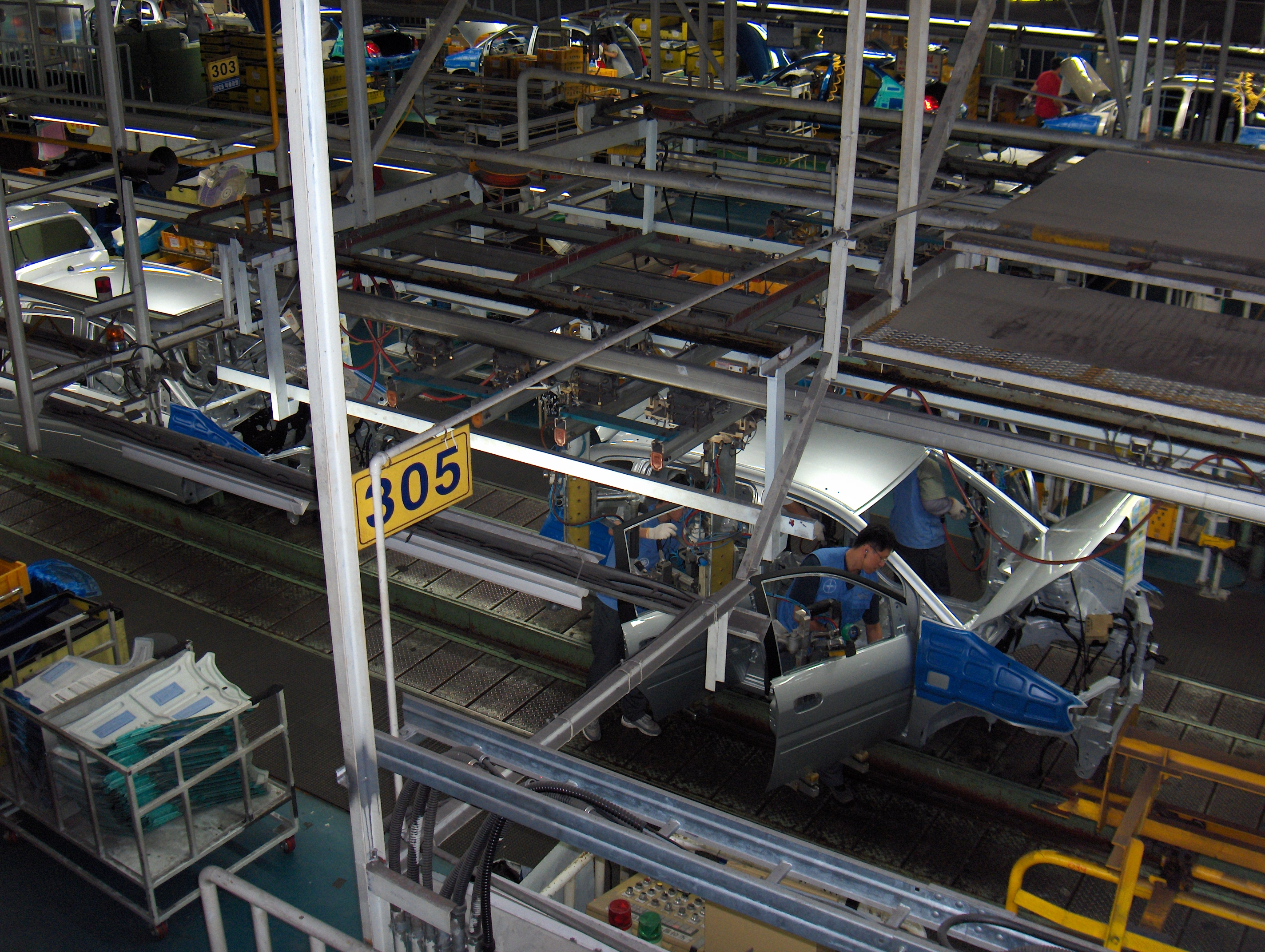
Lopende band in een autofabriek van Hyundai te Ulsan

Met een lopende band wordt doorgaans een systeem in een fabriek bedoeld, waarbij de producten in wording op een band langs de werknemers of robots worden geleid, die ieder bepaalde, zich steeds herhalende, handelingen verrichten.
Lopende banden worden ook toegepast in onder andere de voedingsindustrie. In de voedingsindustrie kan een lopende band, dan vaak een transportband of procesband genoemd, onderdeel zijn van een machine zoals een industriële friteuse of een spiraalvriezer.
Op vliegvelden maar ook op sommige spoorwegstations wordt een lopende band gebruikt voor het transport van koffers of tassen van de incheckbalie naar het vliegtuig of de trein en omgekeerd naar de bagagehal. Bij vliegvelden is er vaak sprake van een geavanceerd bagageband systeem die automatisch door middel van een label met streepjescode de koffer of tas naar het juiste vliegtuig loodst.
Ook in zelfbedieningsrestaurants wordt voor het vuile serviesgoed vaak een lopende band gebruikt waar de gasten het zelf op moeten zetten waarna het automatisch in de spoelkeuken arriveert.
Charlie Chaplin persifleerde de lopende band in zijn film Modern Times (1936). De film bekritiseerde hiermee het oprukkende fordisme en de industrialisatie.

## Geschiedenis

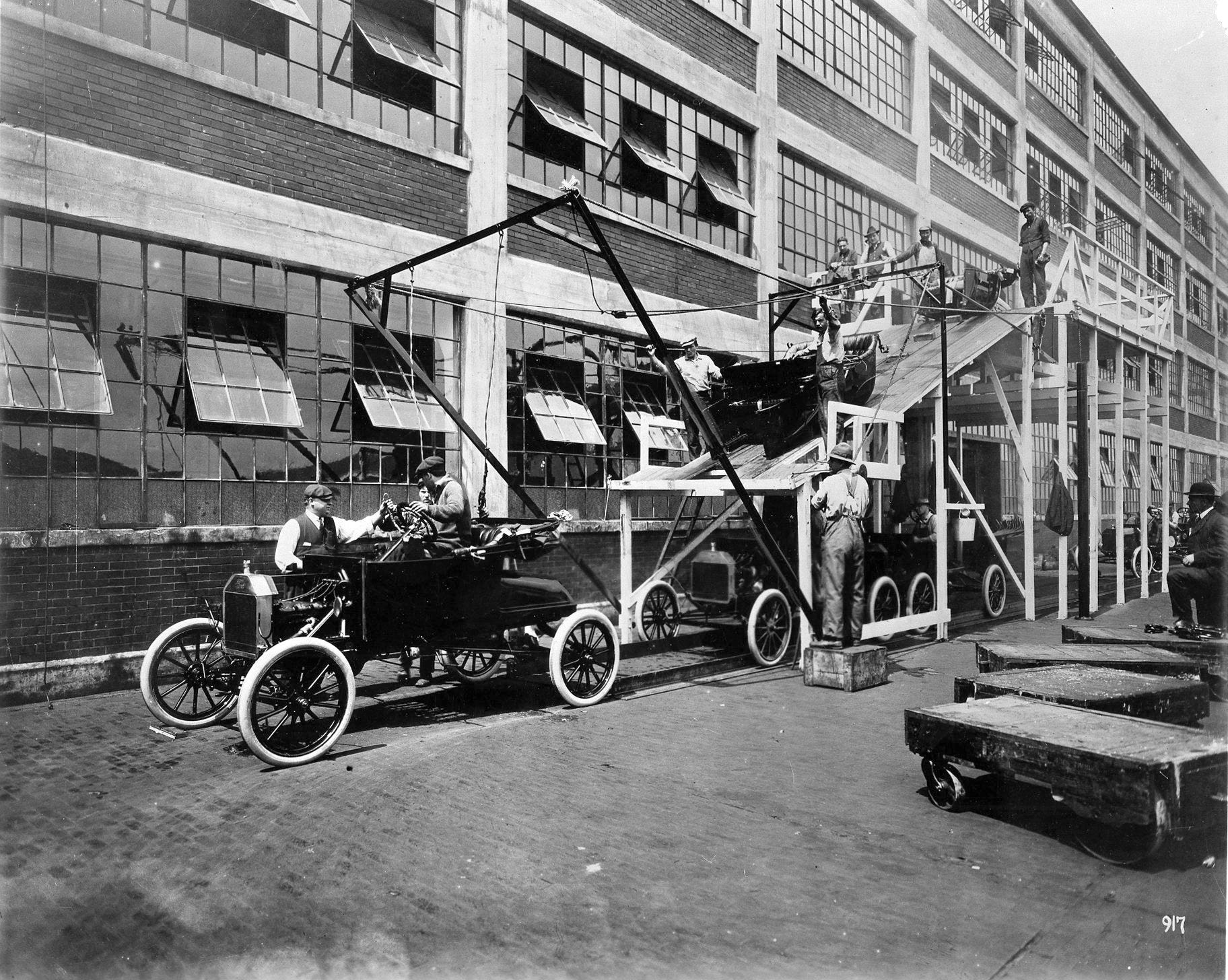
Eindpunt van de assemblagelijn bij Ford, 1913

Hoewel er al eerder ervaring met het idee was opgedaan in de slachthuizen van Chicago, was het Ransom Eli Olds die het lopendebandprincipe als eerste gebruikte bij de productie van auto's. In plaats van de arbeiders in de fabriek naar het werk te laten lopen, werd het werk nu naar hen gebracht.
Door Henry Ford werd dit idee geoptimaliseerd. Terwijl bij de wetenschappelijke bedrijfsvoering van Taylor nog toezichthouders nodig waren, was het nu de lopende band die het tempo en de werkzaamheden dirigeerde. Een verregaande vorm van arbeidsdeling kon hierdoor worden ingevoerd en vakarbeiders konden worden vervangen door 'geoefende' of zelfs ongeschoolde arbeiders. De taakautonomie van de arbeider in dit proces verdween grotendeels.
De rationalisering van het productieproces bleek een succes en de productie steeg van 19.000 auto's in 1908 tot 308.000 in 1914. De behoeftes van de mens werden hierbij echter niet meegenomen. De arbeidskwaliteit was gering, onder andere door de autonomiedestructie. Dit bleek uit het enorme personeelsverloop dat in 1914 op 400% lag. Met een grote loonsverhoging wist Ford daarna werknemers aan zich te binden. Waar bij Taylor de binding tussen werkgever en -nemer minimaal was, investeerde Ford onder meer in opleidingen. Ook zag hij dat een verbetering van de koopkracht ten goede kwam aan de ondernemers. Massaproductie maakte daarmee massaconsumptie mogelijk. Dit geheel werd bekend als fordisme.